# マニラ・フレームワーク
マニラ・フレームワーク（英語: Manila Framework Group, MFG）とは、アジア地域蔵相・中央銀行総裁代理会合において、金融・通貨の安定に向けたアジア地域協力強化のための新フレームワーク（枠組）のことである。

## 概要
アジア通貨危機を救済するための1997年、アジア通貨基金とは違うやり方でアジアに資金援助を行なうことをASEAN諸国など14か国の間で合意したこと。

## 会議参加国・組織
オーストラリア、ブルネイ、カナダ、中華人民共和国、香港特別行政区、インドネシア、日本、大韓民国、マレーシア、ニュージランド、フィリピン、シンガポール、タイ王国およびアメリカ合衆国の蔵相・中央銀行総裁代理。APEC議長国としてカナダ。IMF、世界銀行およびアジア開発銀行からもハイレベルの代表が出席した。

## フレームワークの内容
1. IMFを補完する域内サーベランス(監視)を実施し，各国のマクロ経済政策，為替政策，金融制度等について緊密な意見交換を行うこと[2]
2. 各国の金融システム，規制の対応能力を強化するため，経済的・技術的協力の拡大を国際金融機関に求めていくこと
3. 金融危機に対応するIMFの能力強化を要請すること
4. 金融危機に際し，IMFと経済調整プログラムを合意した参加国に対しては，IMFによる支援を補完する形で他の参加国が支援を行う協調支援．アレンジメント（CFA）を締結すること

## その後
マニラ・フレームワークに基づく会合はほぼ半年に1回のペースで開催されている。